# Van Ness Avenue

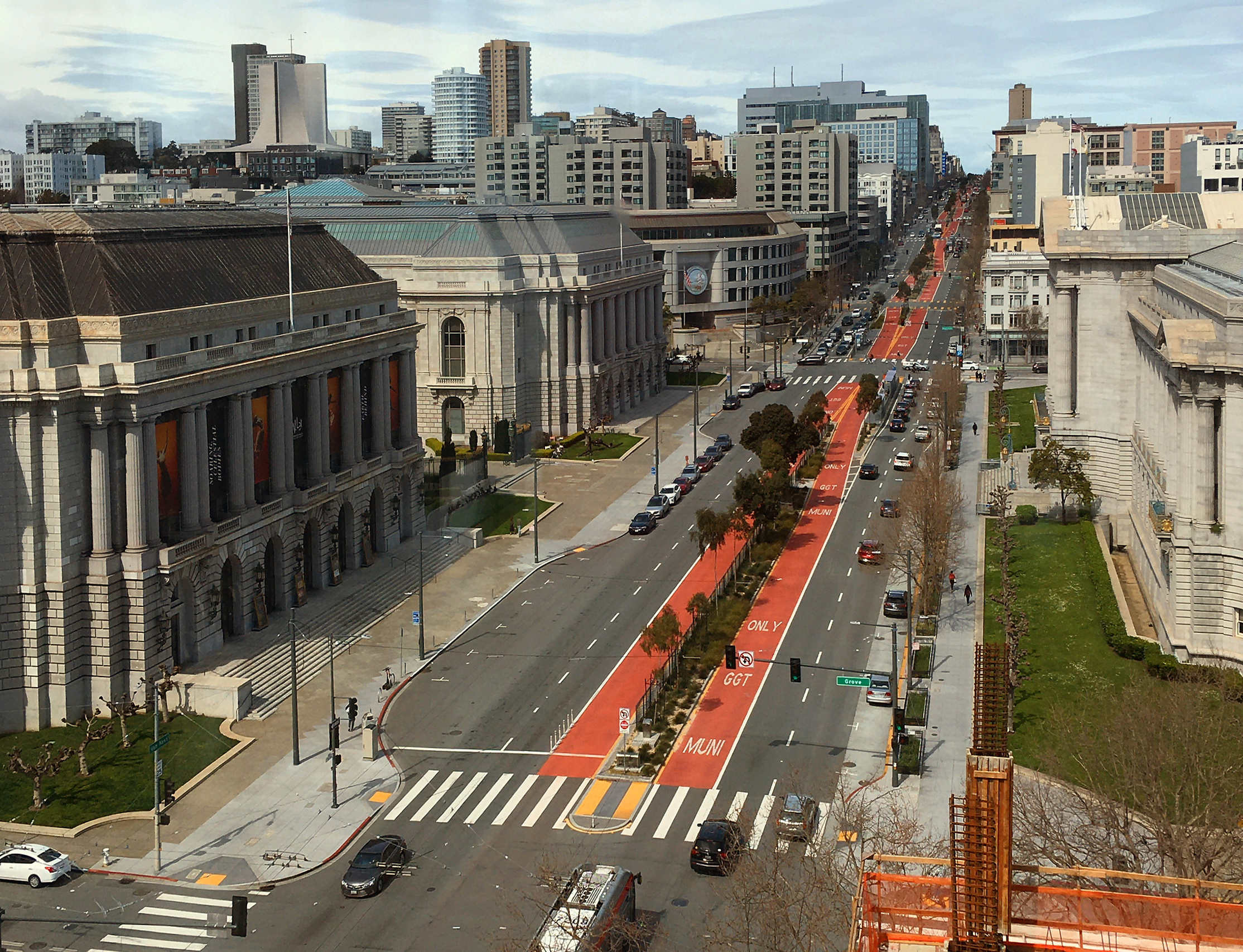
Die Van Ness Avenue an der Kreuzung mit der Grove Street (März 2024); das runde Gebäude ist das Edmund G. Brown State Office Building

Die Van Ness Avenue ist eine 6.759 m lange, in Nord-Süd-Richtung verlaufende Durchgangsstraße in San Francisco. Auf einem Großteil ihrer Länge bildet sie einen Teil der Ortsdurchfahrt des U.S. Highway 101.

## Lage
Die Van Ness Avenue beginnt nördlich der Bay Street nahe dem Ferry Building und endet beim Fort Mason. Der US-101 verläuft zunächst auf der Lombard Street, von wo aus er auf die Van Ness Avenue abzweigt. Hier führt der Streckenabschnitt des US-101 bis zur 13th Street. Von dort verläuft die Avenue in südlicher Richtung bis zur Cesar Chavez Street, wo sie endet.

## Geschichte

Wohnhäuser im viktorianischen Baustil an der Van Ness Avenue (März 1940)

Ursprünglich hieß sie Marlette Street, benannt nach Seneca Hunt Marlette (1824–1911), dem Landvermesser in San Francisco zwischen Januar 1854 und Januar 1856. Im Stadtplan des William Mathewson Eddy vom Dezember 1849 ist sie – mangels Stadterschließung – noch nicht enthalten. Unter Marlette Street ist sie auf Stadtplänen seit 1852 verzeichnet, als man während des Goldrauschs westlich der Marlette Street mit der Bebauung eines grünen Tals, der „Kuhsenke“ (englisch cow hollow), mit viktorianischen Häusern begann. Spätestens 1859 wurde sie in einer städtischen Veröffentlichung als „Van Ness Avenue“ bezeichnet, benannt nach James Van Ness, dem siebten Bürgermeister der Stadt, der zwischen Juli 1855 und Juli 1856 regierte.
Die Stadt beauftragte im April 1862 eine Firma mit dem Entwurf der Fisherman’s Wharf am nördlichen Ende der Van Ness Avenue (an der San Francisco Bay), für deren Nutzung der Auftragnehmer eine Mautgebühr erheben durfte. Bis 1870 wurde auch das Gebiet östlich der Van Ness Avenue von der Stadt erschlossen. Zu jener Zeit erfolgte der Ausbau der Van Ness Avenue zur damals breitesten Straße der Stadt (37 Meter). Die im Mai 1849 gegründete First Church wechselte 1882 in die Van Ness Avenue/Sacramento Street als Old First Presbyterian Church und beheimatete die Kirchengemeinde der Weißen.
Vor dem Erdbeben von San Francisco 1906 war die Van Ness Avenue eine ruhige Wohnstraße mit prunkvollen Villen. Während der durch das Erdbeben am 18. April 1906 ausgelösten Feuersbrunst diente sie als Brandschneise, wobei die Soldaten unter Brigadegeneral Frederick N. Funston einige Häuser sprengen mussten, um die Ausdehnung des Feuers nach Westen auf die gesamte Stadt zu verhindern. James B. Stetson erlebte das Erdbeben in seiner Wohnung in 1801 Van Ness Avenue wie folgt: „Um 5:13 Uhr wurde ich durch einen schweren Erdbebenstoß aufgeweckt. Die Erschütterung war derart gewaltig, dass sie mich fast aus dem Bett geworfen hätte. Es fielen Bücherregale um, sie zerbrach die Fensterglasfront und zerstörte zwei Stühle …“
Nach dem Erdbeben diente „Van Ness“ als temporäre Hauptverkehrsstraße und Handelszentrum von San Francisco, das sich schließlich zu einem eigenständigen Geschäftsviertel entwickelte und ab 1915 viele Autohäuser anzog, die 100 Jahre später noch existieren. Die Straße blieb weiterhin eine allgemein gehobene Gegend mit prachtvollen Wohnhäusern, Restaurants und Kinos. Der Neubau der Old First Presbyterian Church erfolgte im Jahre 1911.
Von Juni 2016 bis April 2022 wurden auf 3,15 km Länge der Van Ness Avenue zwei reservierte Fahrspuren für die Schnellbuslinie 49 eingerichtet. Der Busverkehr wurde dadurch wesentlich beschleunigt.

## Bildergalerie

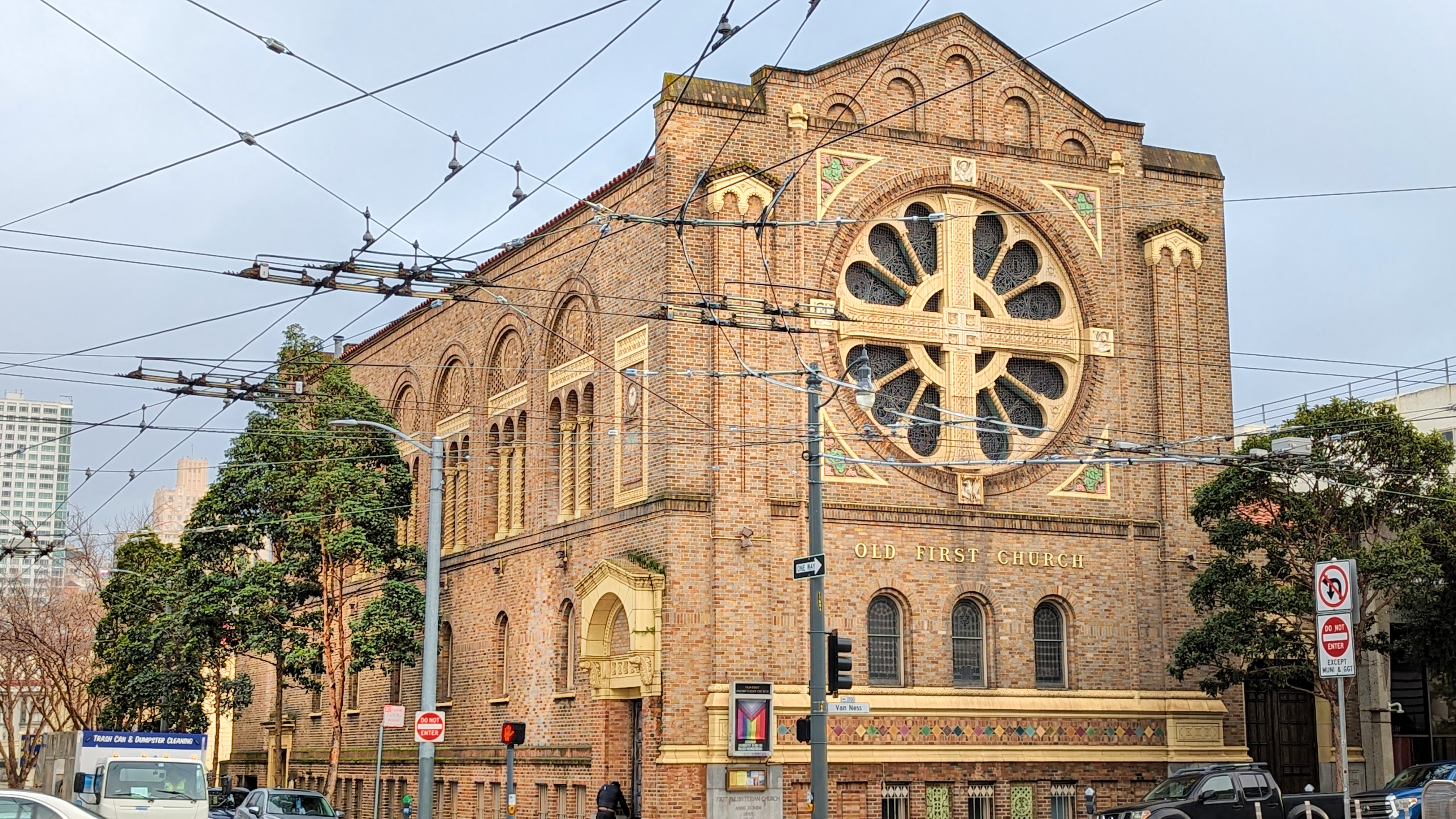
Old First Church mit dem Straßenschild „Van Ness“
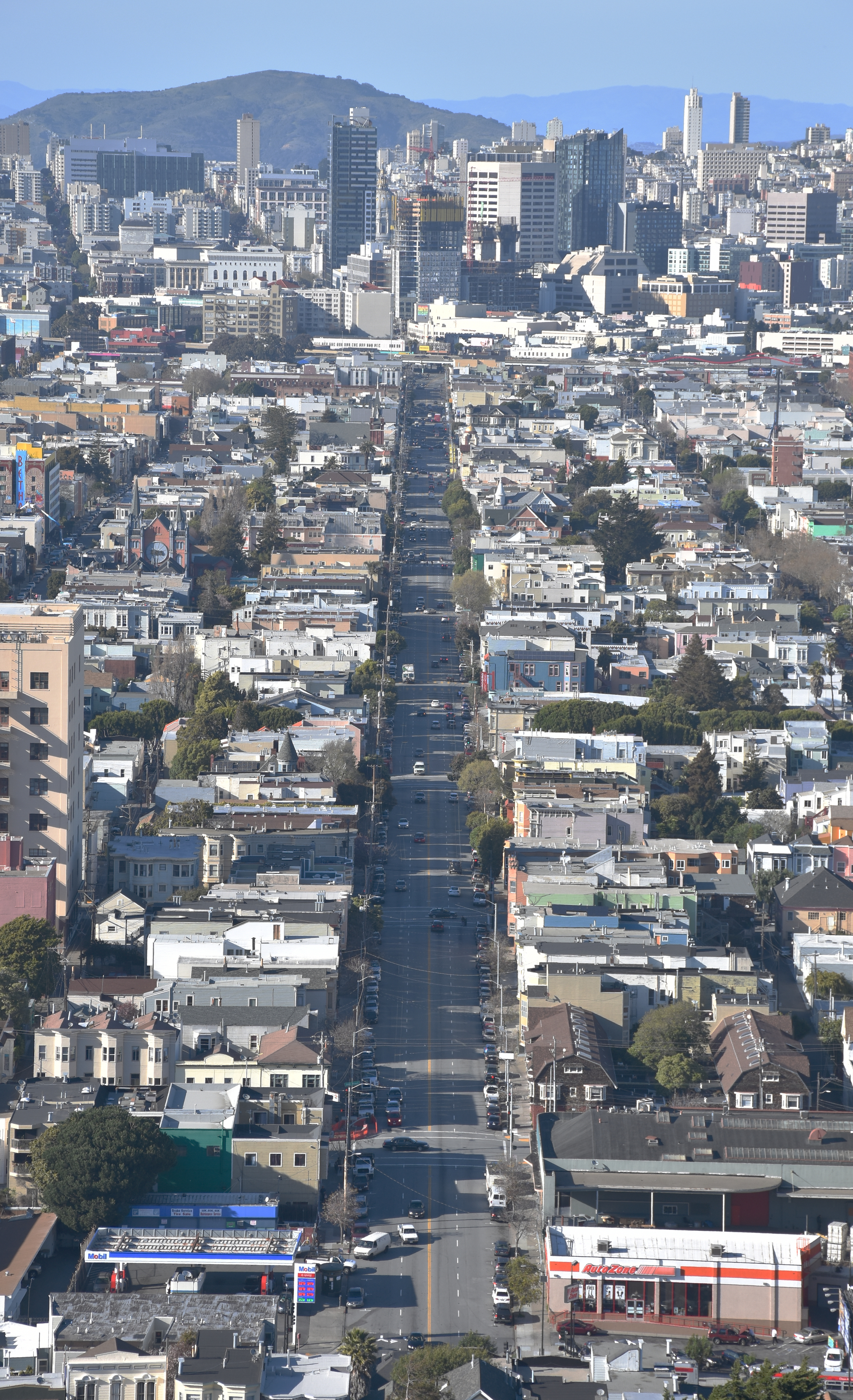
Der südliche Straßenabschnitt (März 2019)
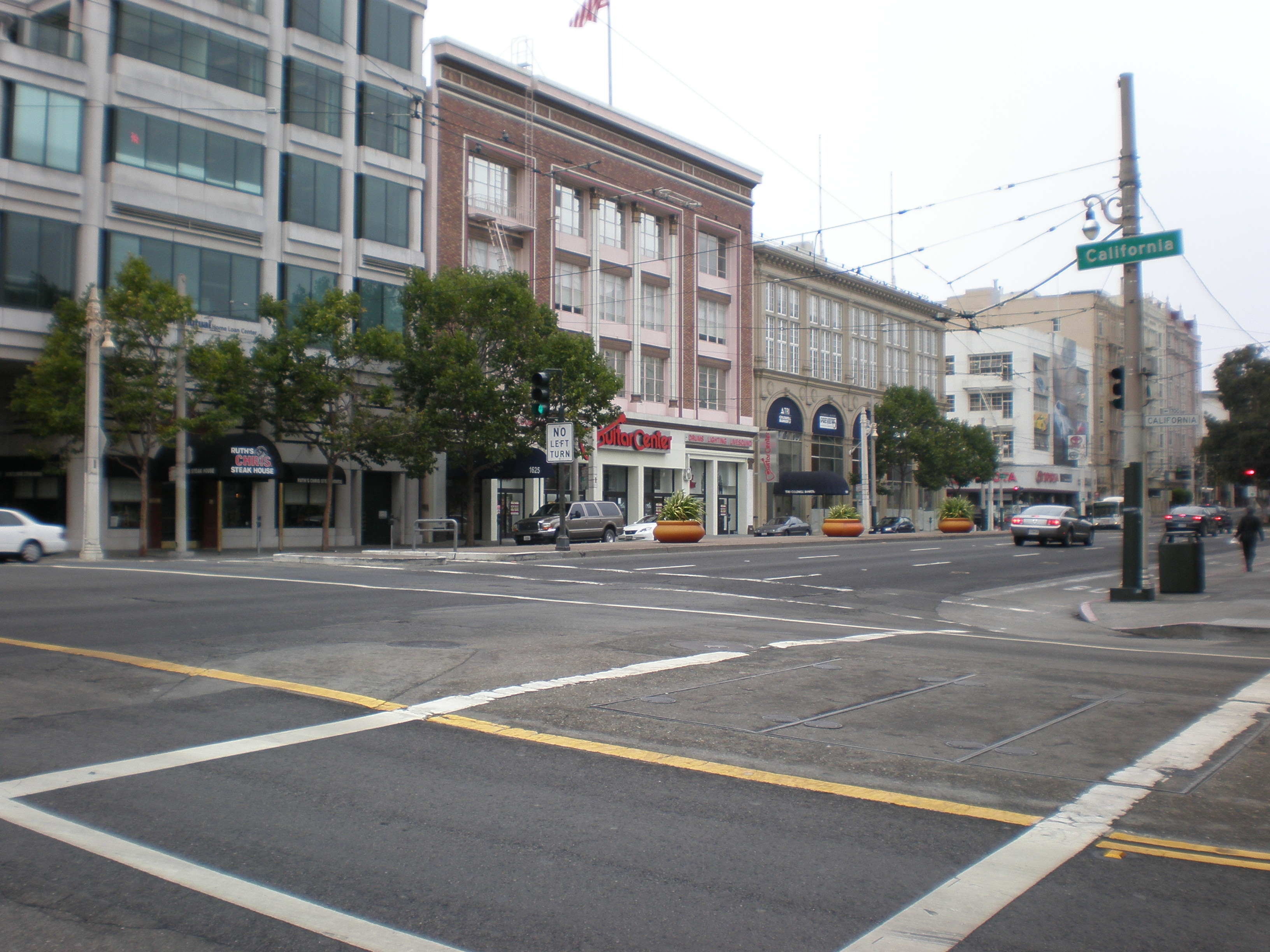
Kreuzung der Van Ness Avenue mit der California Street
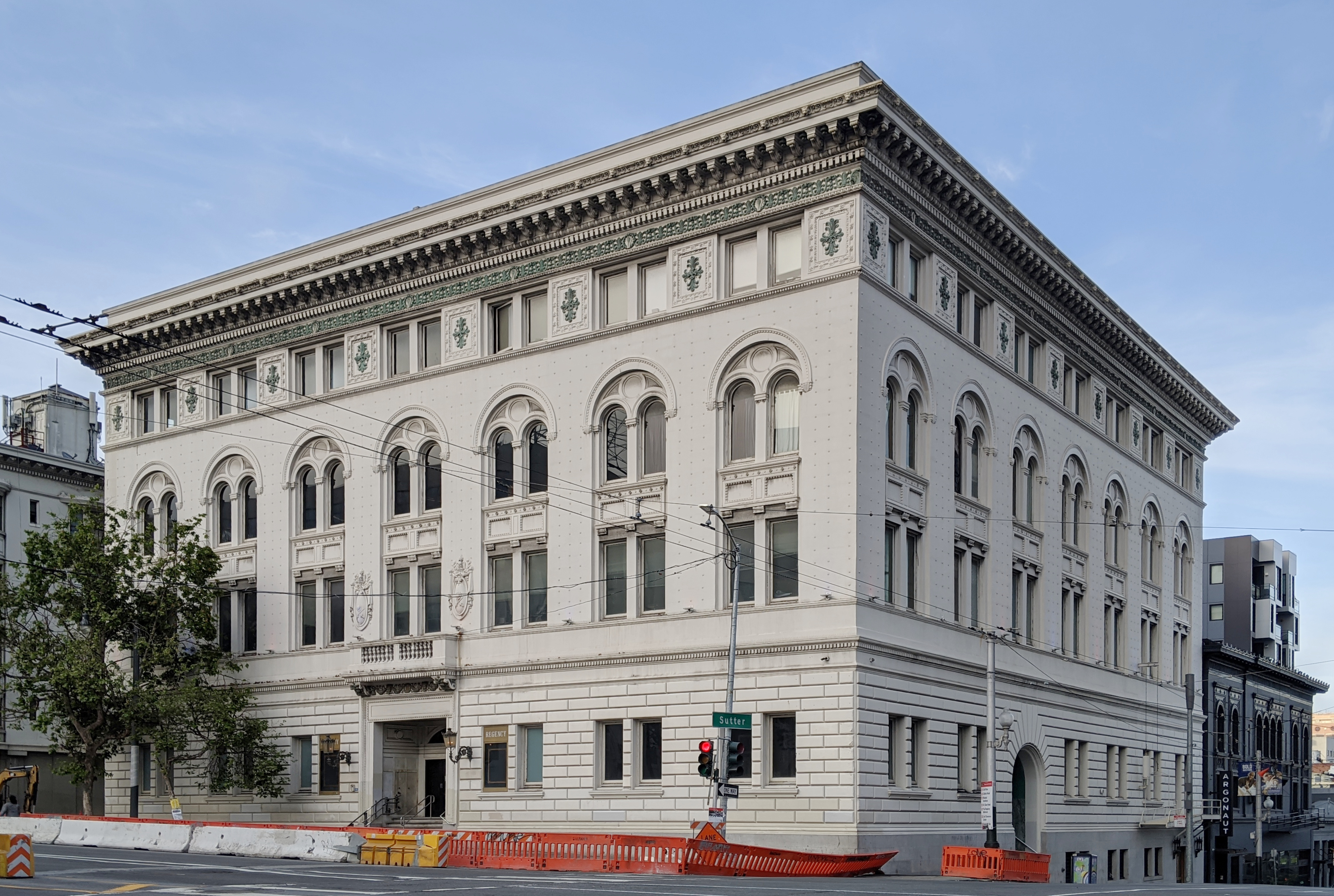
Das „Scottish Rites Bodies Regency Center“ Ecke Sutter Street
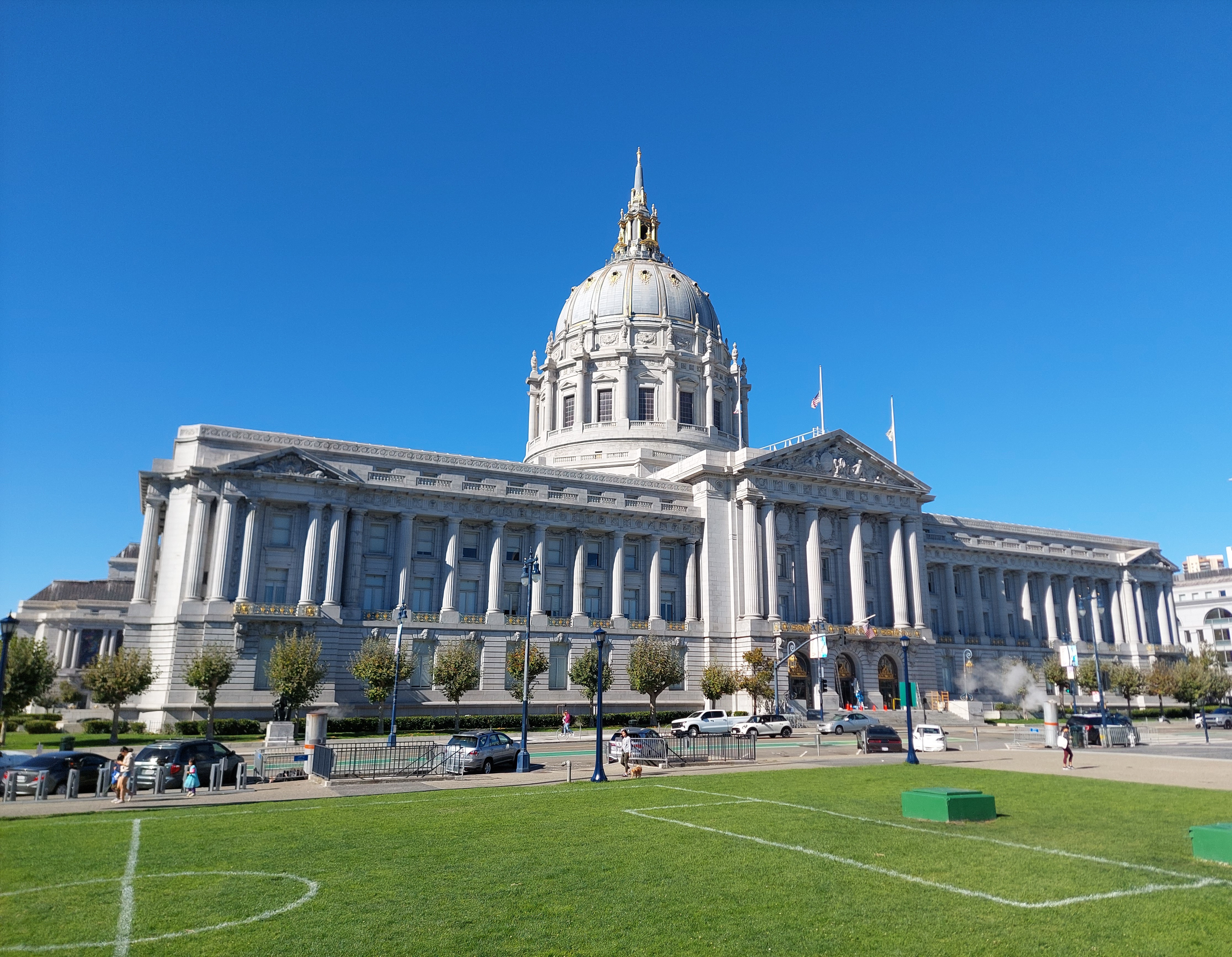
Die City Hall mit der Van Ness Avenue im Vordergrund
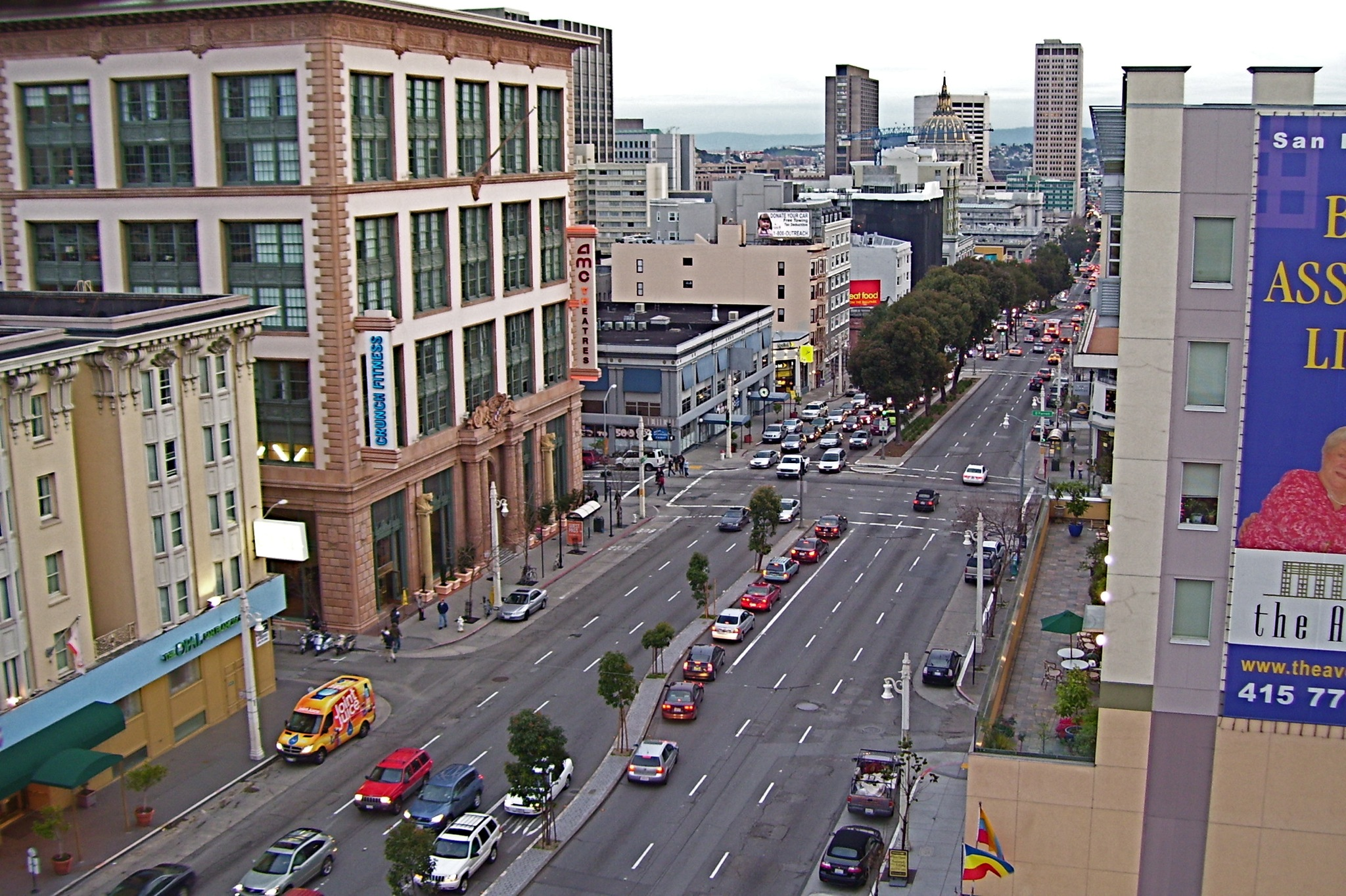
Die Van Ness Avenue mit dem Don Lee Building im Tenderloin-District
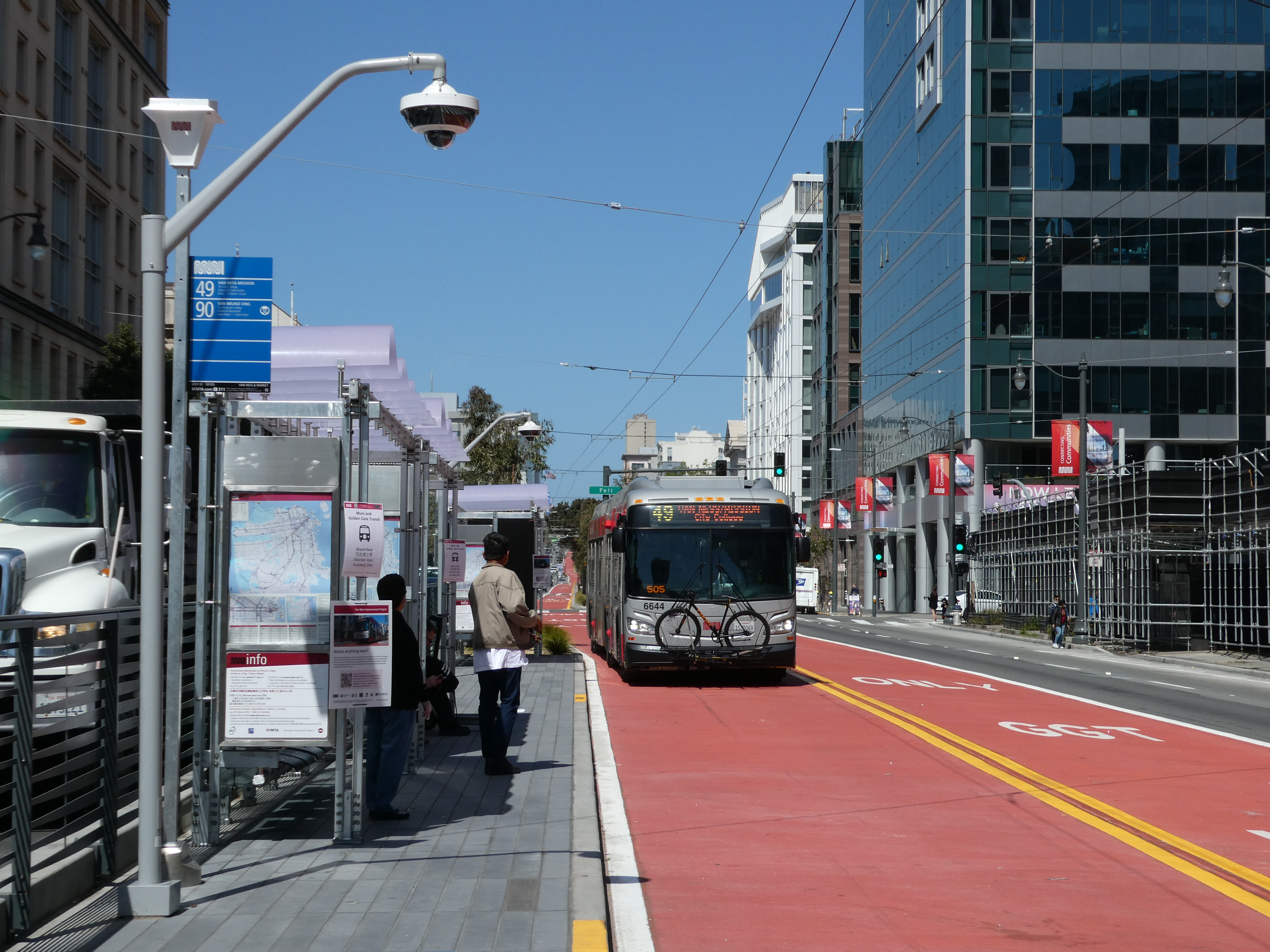
BRT Schnellbus an der Haltestelle Van Ness Avenue/Market Street
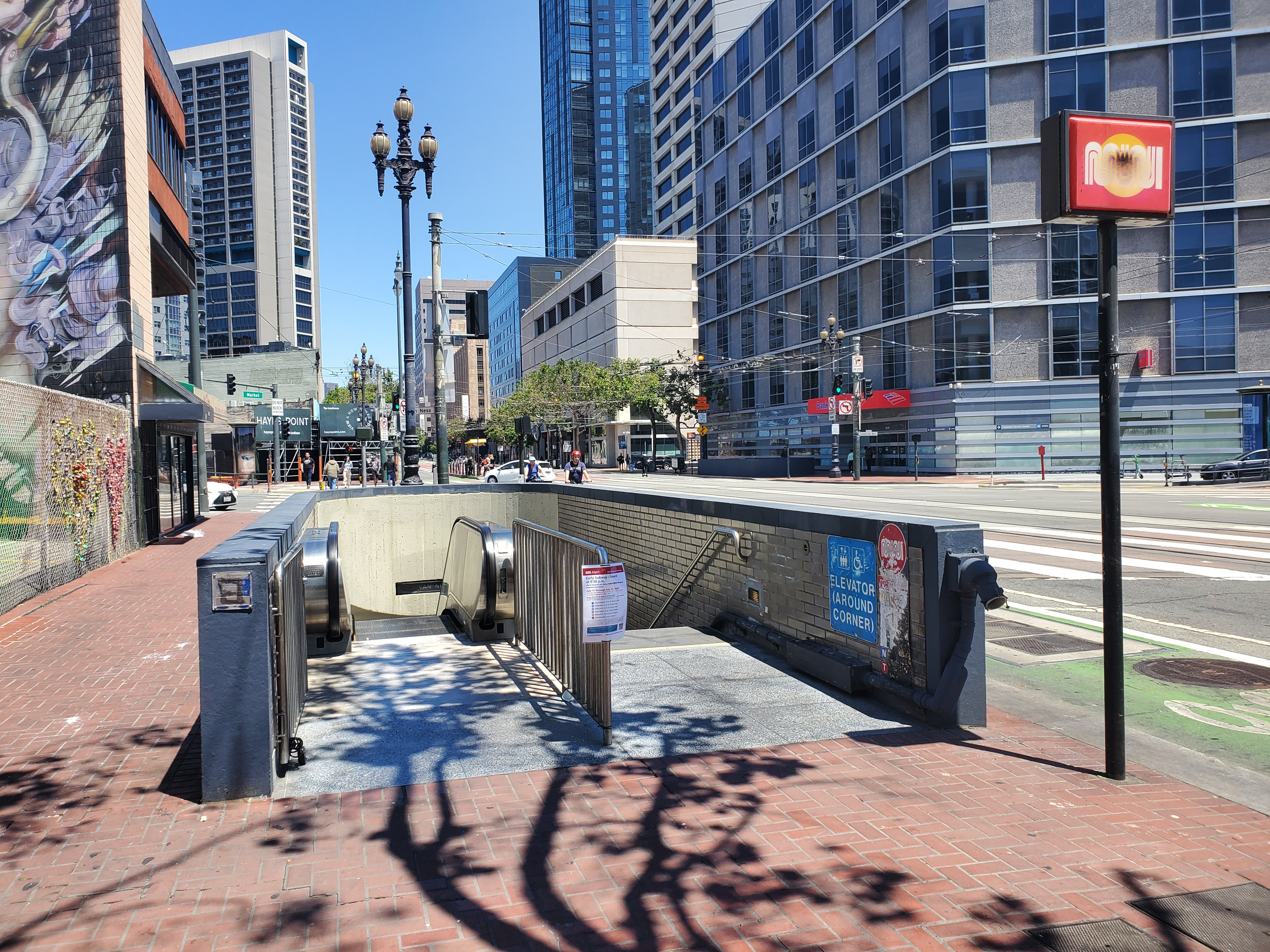
Eingang zum unterirdischen Muni-Bahnhof an der Van Ness Avenue/Market Street

## Verkehrsverbindungen und Gebäude

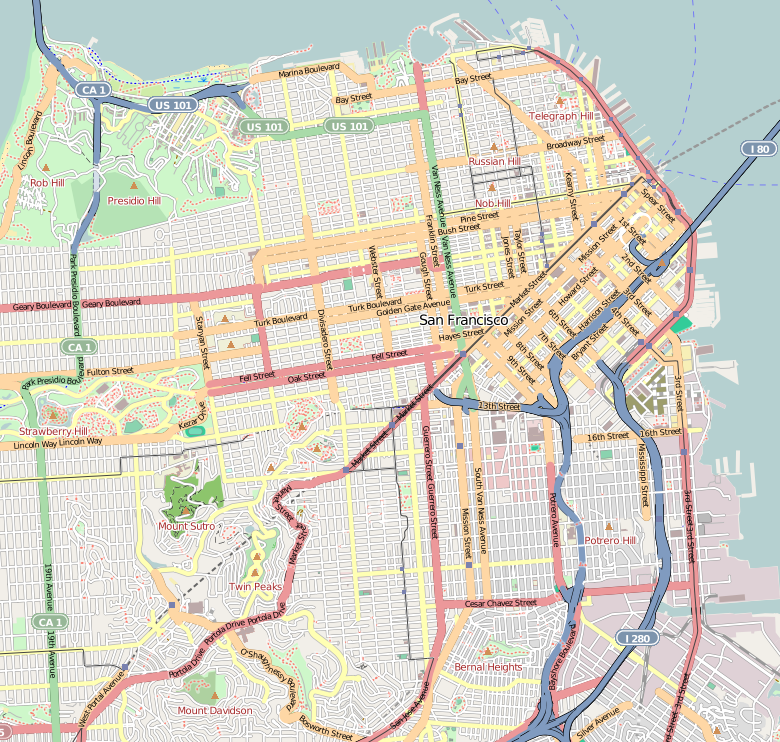
Lageplan

Auf ihrem Weg durch die Stadt kreuzt die Van Ness Avenue unter anderem bedeutende Straßen wie den Broadway, die Lombard Street, die California Street, die Market Street und den Tenderloin District. Die Van Ness Avenue ist von Hügeln verschont, denn sie liegt im Tal des Nob Hill, Russian Hill und der Pacific Heights.
Die San Francisco Cable Cars folgen mit der Linie 61 in ihrer ganzen Länge der California Street; ihr westlicher Endpunkt befindet sich an der Van Ness Avenue.
Entlang der Van Ness Avenue liegen als wichtige Gebäude die San Francisco City Hall, die San Francisco Opera, die Louise M. Davies Symphony Hall und das denkmalgeschützte ehemalige Autohaus Don Lee Building.